# تغییر تدریجی (شهری)
تغییر تدریجی روستائی-شهری یک مدل برنامه‌ریزی شهری است که از برش‌های‌عرضی استفاده می‌کند، این مدل توسط آندره دوانی، نوشهرگرا مورد ابداع قرار کرفته‌است. با توجه به مفهوم این نظریه و تأکید بر ترجمهٔ مبتنی بر مفهوم و نه تحتالفظی (به انگلیسی: Transect)، به زعم پژوهشگران، عبارت «تغییر تدریجی» مناسبترین برگردان از این واژه میباشد. برش‌عرضی اشاره شده به تعریف یک سری که از مناطق روستایی، تا متراکم‌تر هسته شهری می‌پردازد. هر منطقه فراکتالی است که در آن انتقال مشابهی از لبه به مرکز محله صورت می‌پذیرد. تغییرتدریجی قسمت مهمی از شهرسازی نوشهرگرا به همراه رشدهوشمند می‌باشد.
اهمیت برش‌عرضی در موضوعات مرتبط با برنامه‌ریزی [شهری] است به خصوص به عنوان یک کنتراست در توسعه در پهنهٔ منطقه‌بندی مدرن اقلیدسی  و حومه دیده می‌شود. در این الگوهای، مناطق بزرگ تنها به یک هدف واحد مانند مسکن و دفاترکار و مراکزخرید و غیره اختصاص داده شده ، تنها دسترسی آن‌ها از طریق جاده‌های اصلی است. مدل تغییر تدریجی، و مقطع‌عرضی در مقابل ضرورت طی فواصل دوردست رادر هر صورت کاهش می‌دهد.
«سیستم طبقهبندی براساس طیف مفهومی روستا تا شهر به منظور تنظیم عناصر طراحی و برنامهریزی شهری در نظمی کارآمد میباشد. سیستم ساماندهی که براساس آن به تمامی گونههای عناصر طراحی و برنامهریزی شهری، مکانی منتسب میشود. به عنوان مثال کاراکتر خیابان، شهری تر از معبر، جداسازی سوارهرو از پیادهرو توسط جدول نسبت به جوی آب، شهریتر و دیوار آجری نسبت به نوع چوبی آن دارای کاراکتر شهری غالبتری میباشد. با پهنهبندی این طیف، تغییر تدریجی به عنوان مبنای سیستم منطقهبندی رایج امروز، شکل میگیرد. پهنههای این طیف عبارتند از روستایی، حومهشهری، کلیت شهر، مرکز شهر و هسته شهر (Duany 1999, A4.1) 

## تاریخچه

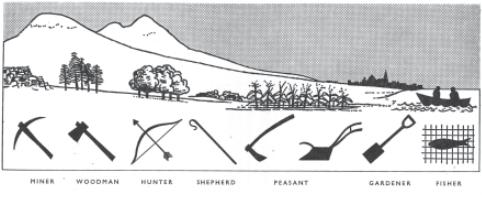
پاتریک گدس، بخش‌های دره ۱۹۰۹

مفهوم برش‌عرضی از بوم‌شناسی به عاریه گرفته شده‌است. برش‌های عرضی برای نشان‌دادن تغییر تدریجی و توصیف تغییرات در زیستگاه، در حیطهٔ بوم‌شناسی مورد استفاده قرار می‌گیرد. از طریق یک گرادیان [پهنه] مانند تغییر در توپوگرافی یا فاصله از بدنه‌های بزرک از ذخایر آب است. پاتریک گدس در نوشتهٔ خود با عنوان قسمت‌بندی دره در اوایل قرن ۲۰ام میلادی در زمرهٔ اولین کسانی است که عقیده داشتند زیستگاه‌های انسانی می‌بایست در زمینهٔ منطقهٔ طبیعی خود مورد بررسی قرار گیرند. ایدهٔ تغییرتدریجی سپس توسط مک‌هارگ در نوشتهٔ او با عنوان طراحی با طبیعت مورد استفاده قرار گرفته‌است.

## جزئیات تغییرتدریجی
یکی از عمده ویژگی‌های بالقوهٔ برش‌عرضی، این موضوع است که این مدل شامل انواع فضاهای مسکونی و تجاری را در یک محلهی واحد می‌باشد. چنین محلهٔ نوعی، عموماً شامل یک منطقه تجاری کوچک، در کنار بانک و فروشگاه لوازم روزمره، کافه، فروشگاه و اپارتمان‌ها می‌باشد.
با حرکت به بیرون از مرکز، تراکم کاربری‌های مسکونی به تدریج کاهش شروع می نماید و از آپارتمان به خانهٔ شهری تغییر پیدا می‌کند. منطقه مرکزی نقطهٔ مرکزی انتقال خواهد بود به صورت ایده‌آل بود می‌باید در کوتاه‌ترین فاصله طی شدنی با پای پیاده از مرکز هر محله خواهد بود.
این برش‌عرضی دارای شش منطقه است که در حال حرکت از مناطق روستایی به شهری می‌باشند. این مناطق دارای دو منطقه متناظر از نظر شخصیت که به‌طور کامل روستایی می‌باشند: مناطق حفاظ‌تشدهٔ روستایی (مناطق حفاظت شده دائمی); و روستایی ذخیره (مناطق زیست‌محیطی یا منظره با کیفیت که در حال حاضر محافظ‌شده شده نمی‌باشد اما می‌بایست باشد). منطقه اتصال میان روستا و شهر به نام لبه شناخته می‌شود، که هم‌سو با روستایی‌ترین بخش از محله و روستا فقط فراتر از آن است. لبه در وهلهٔ اول شامل یک سازهٔ تک‌خانواری است. اگر چه لبه خالص‌ترین منطقهٔ مسکونی می‌باشد، می‌تواند دارای کاربری چندگانه نیز باشد و مانند ساختمان‌های اجتماعی/مدنی (مدارس نمونه‌های مناسبی برای لبه‌های مورد بحص می‌باشند). عنوان بعدی قسمت کاربری‌های عمومی است که بزرگترین منطقه در بسیاری از محله‌ها را به خود اختصاص داده است. قسمت کاربری‌های عمومی، به‌طور کلی در درجه اول مسکونی، اما در شخصیت [کاراکتر] خود بیشتر شهری می‌باشند (با تراکم حدودی بالاتر با ترکیبی از انواع کاربری‌های مسکن در حالی که کاربری‌های مخلتلط نیز مجاز هستند) . در قطب پایانی «شهری» دو طیف وجود دارد، که در درجه اول استفاده از ترکیبی از مسکن است: مرکز (این می‌تواند در مرکز یک محله کوچک یا بزرگ در مرکز شهر باشد که در آن، عنوان دوم درخدمت بیش از یک محله قرار می؛یرد); و هسته (در خدمت منطقه — به‌طور معمول در یک منطقه کسب و کار مرکزی). هسته، شهری‌ترین حیطهٔ شهری است.
شخصیت—از مناطق روستایی به بسیار شهری— هر یک از مناطق در برش‌عرضی تغییر تدریجی پیوسته ساخته شده‌است تا نه تنها کاربری زمین و فعالیت‌های که در آن منطقه، بلکه از درجه‌ای از توسعه و نوع‌شناسی آن خلق است. در مقایسه با بخش‌بندی مرسوم منطقه‌ای قرن ۲۰ام که عموماً در رابطه با کاربری زمین و فعالیت‌هااست و تا حد زیادی مسائل مربوط به نوع‌شناسی و شکل اجتماع نادیده گرفته شده‌است (همچنین شناخته شده به عنوان قالب‌شهری) و رمزگان‌های منطقه‌بندی برپایهٔ مدل تغییرتدریجی، مشکلات موجود در توسعه ‌گونه‌شناسی را به عنوان یکی از دغدغه‌های اصلی خود به حساب می‌آورد.

## پتانسیل پیاده‌سازی
پتانسیل تغییرتدریجی به عنوان یک ابزار برنامه‌ریزی شهری در این موارد نهفته است:
1. آموزش : برای فهم و یادگیری آسان است
2. رمزنگاری: می‌توان آن را به‌طور مستقیم به چهارچوب آشنای قانونی پهنه‌بندی اقلیدسی مناطق ترجمه نمود.
3. محیط دربرگیرنده: در این مورد همه عناصر از محیط زیست و انواع انسانی آن با یکدیگر برای ایجاد چیزی است که بزرگتر از مجموع اجزا آن‌ها است در کار هستند.

تغییر تدریجی همچنین شامل ویژگی‌های دیگری می‌باشد: این مدل، چارچوبی را برای کنترل و ترویج رشد در برخی از مناطق فراهم می‌اورد و در نظر دارد برای افزایش دسترسی عابر پیاده، زندگی ایمن محلی و هویت اجتماعی؛ و ابزارهائی را برای حفاظت و احیای محیط طبیعی فراهم می‌کند. یک برش‌عرضی صورت پذیرفته برای مدل تغییر تدریجی، گذری است از خانه‌های مرکز شهر به خانه‌های شهرهای مجاور است.

## چالش‌های پیاده‌سازی
بسیاری از ویژگی‌های برنامه‌ریزی تغییرتدریجی را نمی‌توان بدون تغییرات در احکام شهرداری، بازتولید کرد. برای مثال برش‌عرضی و تغییرتدریجی، جلوآوردن ویترین مغازه‌ها به منظور نظاره کردن خریداران از پشت ویترین و قراردادن پارکینگ در قسمت پشتی ساختمان را تشویق می‌نماید. امروزه، اجرای این طرح در بسیاری از شهرداری‌ها تحت آیین‌نامه برنامه‌ریزی آن شهر مجاز نخواهند بود. از این رو هر گونه تلاش برای اجرای اصول تغییرتدریجی می‌بایست همراه با تغییر در رمزگان‌ها باشد (رجوع شود به رمزگان‌های هوشمند).

## مناطقی که در آن تغییرتدریجی پیاده‌سازی شده‌است
- شهرستان البمارل، ویرجینیا، ایالات‌متحده،